# Larry Laudan
Larry Laudan, född i Austin, Texas 16 oktober 1941, död 23 augusti 2022, var en vetenskapsfilosof som starkt kritiserade positivism, realism, och relativism.
Efter att Laudan 1962 tog examen i fysik vid Kansas universitet doktorerade han 1965 med en avhandling om teorier rörande vetenskaplig metod. Efter att ha undervisat i Storbritannien i flera år, flyttade han 1969 till USA och grundade Institutionen för vetenskapsfilosofins historia vid Pittsburgs universitet, där Laudan blev huvudpersonen inom vetenskapsfilosofin under åren 1978-1981. Utöver detta har Laudan även undervisat vid Virginia Polytechnic Institute and State University, vid University of Hawaii och år 2000 började han undervisa vid Universidad Nacional Autónoma de México (UNAM) i Mexico city.
Larry Laudan gav betydande bidrag till vetenskapsfilosofin, framförallt inom problematiken med demarkationskriterium för att särskilja vetenskap från icke-vetenskap. Med utgångspunkt från sin kritik av paradigmbegreppet (framförallt av Thomas Kuhn) och forskningsprogram (framförallt av Imre Lakatos), föreslog han en lösning på definitionen av begreppet forskningstradition: enligt denna nya uppfattning är det inte teorierna som går in i krisperioder och som ersätts då ett stort antal anomalier dyker upp (som de enligt Kuhn gör), utan det är forskningsprogrammen, d.v.s. metoderna med vilka dessa teorier utvecklas, som går in i kriser. I motsats till Thomas Kuhn så förkastar inte Laudan möjligheten att flera forskningstraditioner kan samexistera under en given period i historien, och han avlägsnar därmed den överdrivna strukturella strängheten hos Kuhns teori.
Ett annat vetenskapsfilosofiskt bidrag från Laudan var hans modell av den komplexa rationaliteten: i försöket att understryka hur rationaliteten blir ihopkopplad med förmågan att nå en överenskommelse mellan de tre nivåerna som utgör vetenskapens rättfärdigande skala (de vetenskapliga teorierna, de metodologiska reglerna och de uppställda målen), utnyttjar filosofen metaforen med komplexiteten för att förklara det ömsesidiga beroendet mellan alla nivåer.